# Gnophaela latipennis
Gnophaela latipennis är en fjärilsart som beskrevs av Jean Baptiste Boisduval 1852. Gnophaela latipennis ingår i släktet Gnophaela och familjen björnspinnare. Inga underarter finns listade i Catalogue of Life.